# Enchylium conglomeratum
Enchylium conglomeratum é uma espécie de líquen folioso da família Collemataceae [en]. Anteriormente chamado Collema conglomeratum, foi renomeado em 2013. Este líquen apresenta uma distribuição fragmentada na região Holártica, ocorrendo na América do Norte e na Europa.
E. conglomeratum prospera em condições relativamente ácidas e níveis moderados de luz, geralmente crescendo na casca de árvores de madeira dura, como carvalhos e nogueiras, e, ocasionalmente, em rochas calcárias. Sua estrutura de talo é caracterizada por formações diminutas semelhantes a almofadas com lobos achatados, sem um córtex propriamente desenvolvido.
Reprodutivamente, a espécie exibe apotécios crostosos e picnídios imersos e globosos, indicando estratégias reprodutivas sexuais e assexuais. Apesar de sua ampla distribuição, porém descontínua, a espécie enfrenta diferentes avaliações de conservação. Globalmente, é classificada pela NatureServe como G5 (segura), mas avaliações regionais variam, indo de extinta (Ex) pela Sociedade Britânica de Líquen, a regionalmente extinta (RE) na Suíça. Taxonomicamente, Enchylium conglomeratum passou por uma revisão em 2013, resultando em sua transferência do gênero Collema [en] para Enchylium.

## Taxonomia
A espécie foi originalmente descrita como Collema conglomeratum por Hoffm. em 1795, publicado em 1796 na obra Deutschl. Fl., Zweiter Theil, com tipificação baseada em espécimes coletados anonimamente e ilustrados por Dillenius. Em 2013, passou por uma revisão taxonômica, sendo formalmente transferida para o gênero Enchylium por Otálora, P.M. Jørg. & Wedin. Pertencente à família Collemataceae, no filo Ascomycota, esta espécie é classificada na classe Lecanoromycetes e na ordem Peltigerales.

### Sinonímia
Enchylium conglomeratum, anteriormente identificada sob vários sinônimos, passou por revisões taxonômicas ao longo do tempo, resultando em uma lista de nomes históricos usados na literatura científica. Esses sinônimos incluem Biatora vernalis f. conglomerata, Collema aggregatum var. conglomeratum, Collema fasciculare var. conglomeratum, entre outros.

## Descrição

### Talo
O talo de Enchylium conglomeratum apresenta uma aparência foliosa a subesquamulosa quando hidratado, atingindo uma espessura gelatinosa de até 500 μm. Forma almofadas arredondadas de 2 a 10 mm de largura, frequentemente ancoradas em um ponto central, podendo se fundir para cobrir áreas maiores. O talo é composto por lobos achatados, de 0,5 a 1,5 mm de largura, que variam de comprimidos a eretos, geralmente ramificados e nitidamente intumescidos, com margens inteiras a crenadas ou lobuladas. A superfície superior exibe uma coloração verde-oliva escura a marrom ou preta, sem pruína, variando de lisa a raramente verrucosa, sem a presença de isídios. A face inferior é geralmente mais clara e possui rizinas brancas esparsas. Não há desenvolvimento típico de córtex superior ou inferior. A análise da estrutura do talo sob microscópio óptico revela que, ao contrário do talo da espécie relacionada Leptogium digitatum, o de E. conglomeratum não possui um córtex propriamente dito.
Além disso, o talo de E. conglomeratum não é paraplectenquimatoso (arranjo celular com hifas orientadas em todas as direções) em toda sua extensão, em contraste com a estrutura totalmente paraplectenquimatosa observada em micrografias do líquen relacionado Blennothallia crispa.

### Apotécios
Os apotécios de Enchylium conglomeratum são comuns e crostoso em estrutura, frequentemente agrupados ao longo das margens dos lobos ou nas extremidades, muitas vezes obscurecendo o talo subjacente. São sésseis e constritos na base, com tamanhos variando de 0,5 a 1,5 (–2) mm de diâmetro. Possuem um disco que varia de plano a convexo, com coloração marrom-avermelhada escura. Ao redor do disco, há uma margem talina espessa e contínua, com superfície lisa e uniforme.
A camada excipular talina de E. conglomeratum não possui córtex, enquanto o excípulo propriamente dito apresenta uma construção eutiplectenquimatosa (alongada), alcançando até 20 μm de espessura lateral. O epitécio é acastanhado, o himênio é incolor e mede 60–80 μm de altura (iodo-positivo azul), as paráfises são simples a esparsamente ramificadas, e o hipotécio é amarelado. Os ascos são octosporados, cilíndrico-clavados, com um ápice fortemente espessado e uma estrutura tubular projetada para baixo, intensamente azul quando tratada com iodeto de potássio. Os ascósporos são 1(–3)-septados, hialinos, estreitamente fusiformes com ápices agudos, medindo (10–)15–24(–26) x 3–4,5(–5,5) μm.

### Picnídios
Os picnídios são comuns em Enchylium conglomeratum, sendo imersos e globosos, mais claros que o talo circundante. Os conídios são baciliformes, ligeiramente intumescidos em ambas as extremidades, medindo 3–4 x 1 μm. O fotobionte é uma cianobactéria, provavelmente Nostoc, com células dispostas em cadeias alongadas.

## Química
Todos os testes químicos de mancha realizados em amostras de Enchylium conglomeratum apresentaram resultados negativos, indicando que o líquen não exibe mudanças de cor características quando exposto a reagentes químicos padrão usados na identificação de líquens. Além disso, nenhuma substância liquênica ou composto especializado foi detectada por análise química.

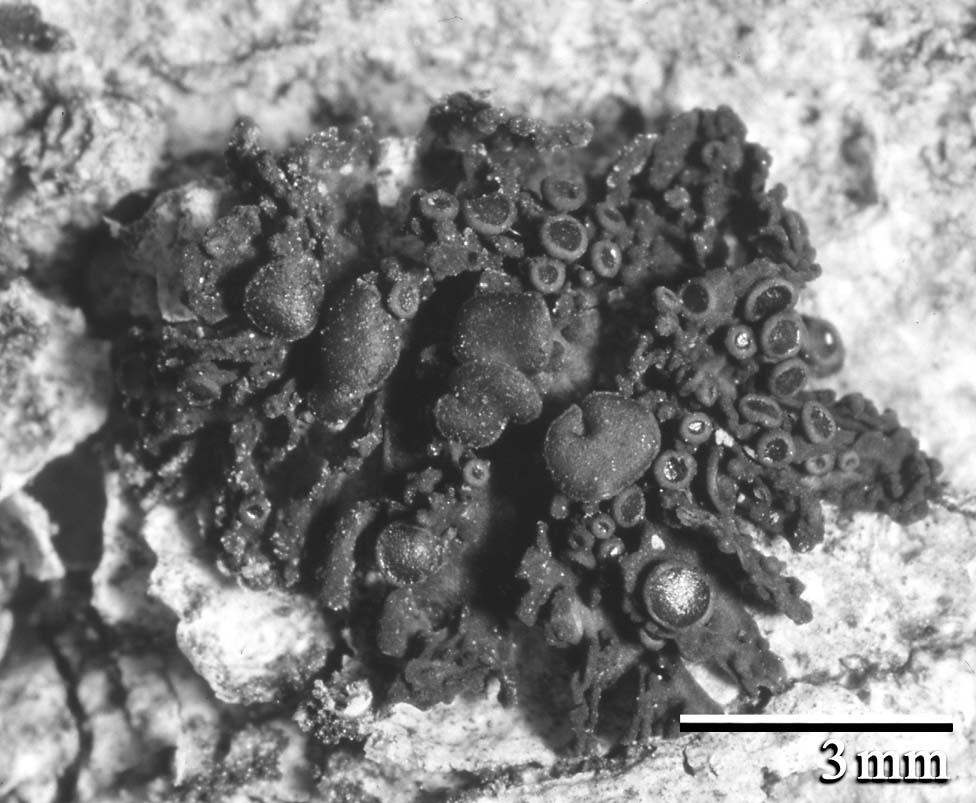
Collema conglomeratum var. conglomeratum Hoffm. amostra coletada em 2010 pelo Herbário de líquens da Universidade do Estado do Arizona

E. conglomeratum pode crescer em substratos com faixa de pH de 2–3, indicando adaptação a condições relativamente ácidas, como as encontradas na casca de carvalhos (Quercus) e cascas não eutrofizadas. Em termos de irradiação solar, o líquen é adaptado a habitats com níveis de luz moderados a altos, evitando exposição solar direta extrema.
Além disso, E. conglomeratum demonstra um nível moderado de tolerância à aridez, com uma classificação de 3 na escala de 5 pontos, sugerindo que é uma espécie mesofítica que pode ocorrer em áreas com níveis médios de umidade. Quanto à eutrofização, a espécie tolera níveis baixos a moderados de enriquecimento nutricional, com uma faixa de tolerância de 1–3.
E. conglomeratum também apresenta uma classificação de poleotolerância de 1–2, indicando que ocorre tipicamente em habitats naturais ou seminaturais, não sendo tão tolerante a áreas altamente perturbadas. Sua distribuição altitudinal abrange desde o cinturão eu-mediterrâneo (florestas perenes de Quercus ilex) até o cinturão submediterrâneo (florestas decíduas de Quercus-Carpinus), sugerindo que pode prosperar em ambientes de baixa e média elevação.

## Distribuição e ecologia

### Observações históricas
Foi inicialmente documentado crescendo em vários substratos, incluindo madeira podre, casca e rochas na Alemanha. Até o final do século XIX, Collema conglomeratum foi documentado pelo Herbário Farlow da Universidade de Harvard em várias regiões dos Estados Unidos, como Missouri, Massachusetts, e Tennessee. Espécimes coletados em Missouri foram observados no Parque Estadual Johnson's Shut-Ins, especificamente próximo à entrada principal ao longo do East Fork de Black River, no condado de Reynolds. Este líquen foi encontrado crescendo na casca de árvores de Juniperus virginiana dentro de um povoamento aberto composto por carvalhos (Quercus), pinheiros (Pinus) e zimbros (Juniperus). O habitat incluía afloramentos de riolito, com elevações variando de 245 a 335 m acima do nível do mar. E. conglomeratum foi a primeira espécie de líquen registrada em Iowa, coletada por Bruce Fink em 1880.
No século XX, E. conglomeratum foi predominantemente descoberto na América Central, notadamente na região Neotropical. Espécimes foram observados em altitudes variando entre 650 e 850 m acima do nível do mar. Espécimes coletados em outras partes dos Estados Unidos foram encontrados crescendo em espécies de Quercus, incluindo carvalhos perenes (Q. hypoleucoides [en], Q. emoryi [en]) e carvalhos decíduos (Q. arizonica), bem como em florestas de pinheiros (Pinus latifolia). E. conglomeratum foi identificado em outras regiões, como o Paquistão, onde foi observado crescendo na casca de Morus serrata.

### Enchylium conglomeratum
Enchylium conglomeratum é conhecido por habitar a casca de árvores, sendo uma espécie cortícola. Prospera em locais ricos em nutrientes em ambientes florestais e arborizados, frequentemente associado a árvores de madeira dura, como nogueiras (Juglans), carvalhos (Quercus), plátanos (Platanus), oliveiras (Olea europaea) e outras árvores de folhas largas. No entanto, o líquen também foi encontrado em rochas calcárias.
A distribuição geral de E. conglomeratum é caracterizada como fragmentada na região Holártica, abrangendo América do Norte e Europa.
Na província biogeográfica de Sonora, na América do Norte, E. conglomeratum foi documentado no centro e sul do Arizona, bem como nos estados mexicanos de Baja California, Baja California Sur, Sonora e Chihuahua. Nos Estados Unidos, foi relatado nas regiões fisiográficas do Planalto de Cumberland, Blue Ridge Meridional e Piemonte do estado da Geórgia. Foi observado em vários outros estados, incluindo Colorado, Iowa, Indiana, Kentucky, Minnesota, Carolina do Norte, Ohio, Pensilvânia e Wyoming. No Canadá, foi observado em New Brunswick, Newfoundland, Ontário e Quebec.
Do outro lado do Atlântico, E. conglomeratum ocorre em várias regiões da Itália, incluindo Vêneto, Trentino-Alto Adige, Lombardia, Piemonte, Emília-Romanha, Ligúria, Toscana, Marche, Úmbria, Lácio, Abruzzo, Sardenha, Campânia, Puglia, Basilicata e Sicília. Dados coletados de 1962 a 2015 mostram que a distribuição altitudinal do líquen na Itália é bastante ampla, variando de 20 m acima do nível do mar até 865 m de elevação.

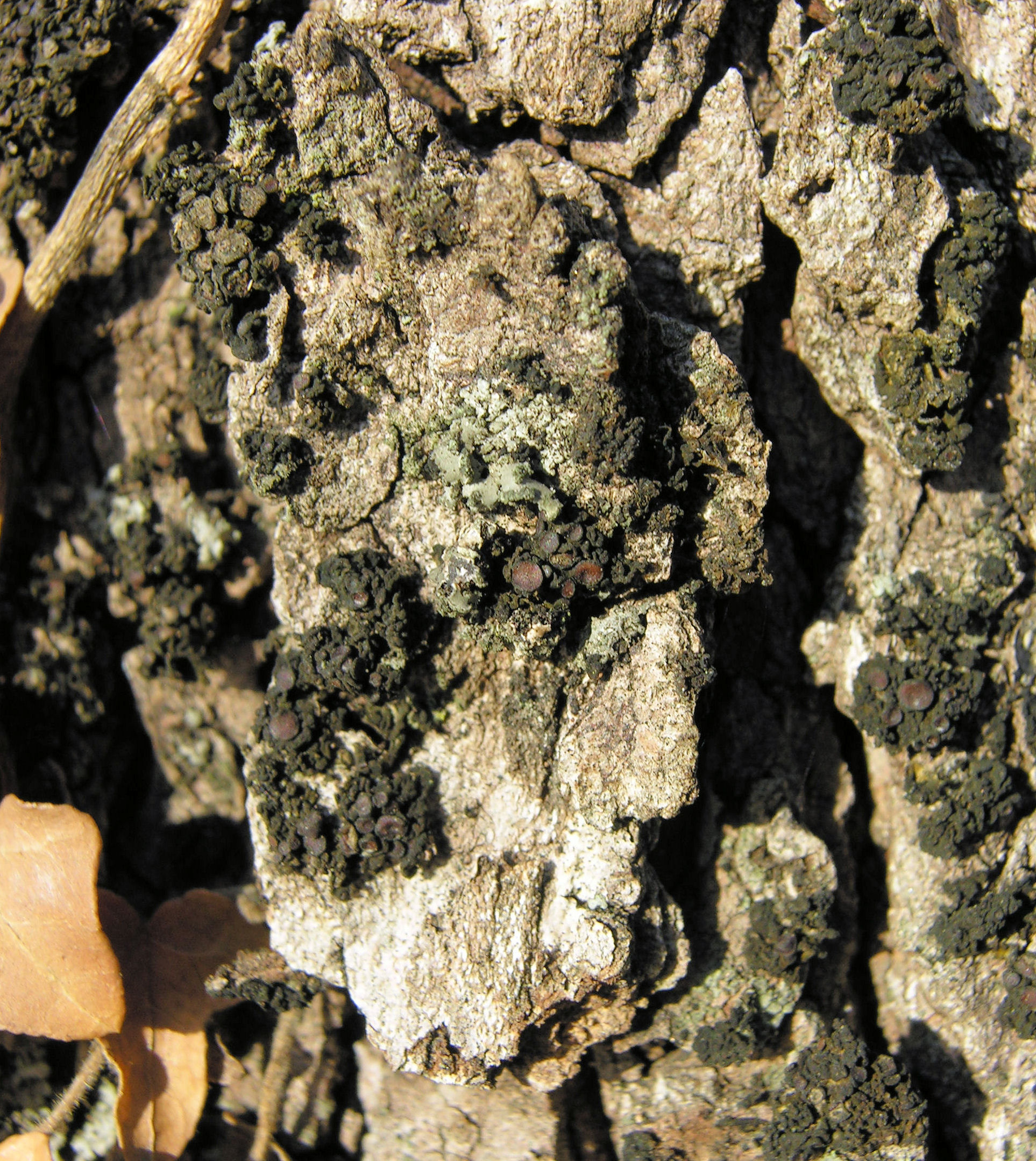
Enchylium conglomeratum crescendo na casca de uma árvore em Lipica/Lipizza, Eslovênia. Essa espécie de líquen folioso é conhecida por habitar a casca rica em nutrientes de árvores de madeira dura, principalmente em ambientes de bosques e florestas em sua fragmentada distribuição holártica.

Apesar de sua ampla, mas descontínua, distribuição, E. conglomeratum é considerado um líquen raro em muitas partes de sua abrangência. As ameaças específicas a esta espécie e seu status geral de conservação permanecem amplamente desconhecidos. Historicamente, o líquen parece ter sido mais disseminado, mas agora está frequentemente restrito à proximidade de pequenos assentamentos em vales montanhosos, onde populações locais podem ser relativamente abundantes.

### Raridade
Nos cinturões Alpino, Subalpino, Oromediterrâneo e Montano, Enchylium conglomeratum está completamente ausente. Dentro do cinturão Submediterrâneo, a espécie é classificada como muito rara, enquanto no cinturão Submediterrâneo Úmido, é considerada rara. Alcançando o nível de extrema raridade, o líquen é encontrado apenas extremamente raramente no cinturão Mediterrâneo Úmido. Além disso, E. conglomeratum está ausente da área Padaniana e do cinturão Mediterrâneo Seco.

## Status de conservação

### Status nacionais e subnacionais
No Canadá, Enchylium conglomeratum é classificado como N2N3 pela NatureServe, indicando que é considerado vulnerável a ameaçado nacionalmente. No nível provincial, é classificado como SU (não classificado) em Newfoundland, S1 (criticamente ameaçado) em New Brunswick, S2S3 (ameaçado a vulnerável) em Ontário e SNR (não classificado) em Quebec.
Nos Estados Unidos, a classificação nacional geral de E. conglomeratum pela NatureServe é NNR, significando que o status é não classificado nacionalmente. No nível estadual, a espécie também é classificada como SNR (não classificada) em Colorado, Geórgia, Indiana, Minnesota, Carolina do Norte, Pensilvânia e Wyoming. Em Iowa, é classificada como SH, indicando que possivelmente foi extirpada do estado. Kentucky é o único estado com uma classificação mais certa, considerado vulnerável.

### Reino Unido
A Sociedade Britânica de Líquen, utilizando os critérios da União Internacional para a Conservação da Natureza (IUCN), designou Enchylium conglomeratum como extinto (Ex) em sua avaliação mais recente, em março de 2024.

### Suíça
O status de conservação de E. conglomeratum na Suíça é regionalmente extinto (RE), de acordo com a Lista Vermelha da Suíça. No entanto, apesar de sua aparente desaparição na Suíça, E. conglomeratum ainda é reconhecido como uma espécie de alta prioridade para esforços de conservação em nível nacional. A lista de Espécies Prioritárias Nacionais de 2019 da Suíça atribuiu ao líquen uma classificação de prioridade 2 (alta prioridade). A avaliação de prioridade nacional de 2019 também categoriza E. conglomeratum como tendo uma clara necessidade de ações específicas de conservação. Apesar dessa alta prioridade de conservação, o nível de responsabilidade da Suíça pela proteção geral de E. conglomeratum é relativamente baixo, classificado como 1 na escala de responsabilidade nacional.